# USS Trepang (SS-412)
Za druga plovila z istim imenom glejte USS Trepang.
USS Trepang (SS-412) je bila jurišna podmornica razreda balao v sestavi Vojne mornarice Združenih držav Amerike.
Med drugo svetovno vojno je podmornica opravila 5 bojnih patrulj.